# Mycetophila variable
Mycetophila variable är en tvåvingeart som beskrevs av Duret 1986. Mycetophila variable ingår i släktet Mycetophila och familjen svampmyggor. Inga underarter finns listade i Catalogue of Life.